# 福田護
福田 護（ふくだ まもる、1935年3月3日 - ）は、京都府出身の日本の土木工学者。工学博士（京都大学）。大阪工業大学名誉教授。元土木工学教室担当。地盤工学会名誉会員・関西支部元幹事長。瑞宝小綬章受章。
専門は、土質工学（現：地盤工学）・土砂災害、地盤材料。

## 略歴
1957年大阪工業大学工学部土木工学科卒業。のちに、京都大学大学院にて工学博士号を取得。大阪工業大学工学部土木工学科講師として、土木工学教室を担当。1974年同学部助教授。1982年同学科教授、同大学図書館長などを経て、2002年定年退職、同大学名誉教授。2013年秋の叙勲で瑞宝小綬章受章。
大阪工業大学土木工学科で35年以上の長きに渡り教鞭を執り、同学科の初期における土質工学・土砂災害・地盤材料（のちの地盤工学・地盤防災工学）の研究推進・育成に貢献した。
主な所属学会は、土木学会、土質工学会（現：地盤工学会）、日本材料学会など。
主な著書は、土質力学（共著、鹿島出版2005、学術書）、人工島・基礎・地下水；阪神・淡路大震災調査報告 - 土木建築物（共著、大阪工業大学紀要編集委員会1995、学術書）。

## 主な研究
- マサ土のコンシステンシーと工学的性質について[6]
- 高含水粘性土のコンシステンシーと粘性について[7]
- 浸水に伴う土のせん断抵抗の低下と盛土斜面の一安定解析[8]
- 盛土地盤の浸水に伴う沈下とその解析について - 鴻池組との共同研究[9]
- 含水比変化によるせん断特性を考慮した斜面安定解析[10]
- 土砂災害 〜 関西の土質と基礎について：地盤災害